# Teatre Nacional de Catalunya
Il Teatre Nacional de Catalunya (TNC, "Teatro Nazionale della Catalogna") è un teatro pubblico creato dal dipartimento di Cultura della Generalitat de Catalunya.
La sua costruzione iniziò nel 1991 su progetto dell'architetto Ricardo Bofill. Il 12 novembre 1996 si inaugurò con la prima di "Àngels a América" di Tony Kushner, sotto la direzione di Josep Maria Flotats.
Da allora nelle sue tre sale (Sala Gran, Sala Petita i Sala Tallers) si svolge regolarmente una programmazione di ogni tipo di spettacolo soprattutto in catalano.